# Antioh V. Eupator
Antioh V. Eupator ([Αντίοχος Ε' Ευπάτωρ] Napaka: {{Jezik-xx}}: transliteration text not Latin script (pos $1) (pomoč)) je bil vladar grškega Selevkidskega cesarstva, ki je vladal od leta 163 do 161 pr. n. št. (po 1 Mkb 6,16 in 1 Mkb 7,1), * okoli 172 pr. n. št., † 161 pr. n. št.
Za kralja so ga imenovali Rimljani in mu za varuha/regenta določili generala Lizija.

## Življenjepis

### Otroštvo in prihod na prestol
Antioh V. je nasledil perzijski prestol po smrti svojega očeta Antioha IV. Epifana in matere Laodike IV.,  ko je bil star komaj devet let. Za njegovega regenta je bil imenovan general Lizij, čeprav so temu nasprotovali drugi generali. Demetrij, sin Selevka IV., je bil še vedno v Rimu kot talec Rimskega senata, ki ga ni nameraval osvoboditi, ker je bilo za Rim ugodneje, da v Siriji uradno vlada otrok pod njegovim nadzorom kot 22 letni Demetrij.

### Vladanje
Na začetku vladavine Antioha V. so Sirci poskušali zatreti upor Makabejcev v Judeji, kar se je končalo z ohlapnim kompromisom. Po vojaški zmagi v bitki pri Bet-Zehariji in uboju Eleazarja Avarana, brata Jude Makabejca, je bil Lizij  obveščen, da se je Filip, zaupnik Antioha IV. Epifana, ki je spremljal prejšnjega kralja na osvajanju Mezopotamije in je pred kraljevo smrtjo skrbel za  vzgojo Antioha V.,  vrnil v prestolnico z drugo polovico selevkidske vojske. Lizij se je počutil ogroženega in svetoval Antiohu V., naj Judom ponudi mir. Judje so ponudbo sprejeli, sirski kralj in regent pa sta premirje prelomila  in pred odhodom podrla obzidje Jeruzalema.
Ko sta se Lizij in Antioh V. vrnila v Sirijo, sta ugotovila, da je Filip zasedel  Antiohijo. Filipa sta premagala in osvojila mesto in celo kraljestvo.

### Padec in smrt
Ko je Rimski senat izvedel, da je Sirsko kraljestvo obdržalo več vojnih ladij in slonov, kot je dovoljeval Apamejski sporazum iz leta 188 pr. n. št., je poslal v Sirijo svoje ambasadorje in poskušali uničiti sirsko vojno moč s potopitvijo sirskih vojnih ladij in pohabljenjem njihovih slonov. Lizij si ni upal storiti ničesar, kar bi nasprotovalo Rimljanom, kar je tako razjezilo njegove sirske podložnike, da so v Laodikeji leta 162 pr. n. št. umorili rimskega odposlanca in nekdanjega konzula Gneja Oktavija.
V tem času je Demetriju uspelo pobegniti iz Rima. V Siriji je bil  sprejet kot pravi kralj. Antioha V. Eupatorja in njegovega skrbnika Lizija so kmalu zatem umorili.